# Southgate (Ontario)
Southgate es un municipio canadiense situado en la provincia de Ontario.

## Superficie
Southgate tiene una superficie de 643,08 km².

## Demografía
En 2021, tenía 8716 habitantes, una densidad poblacional de 13,6 hab./km², y 3257 viviendas.